# Юрьев, Михаил Макарович
Михаи́л Мака́рович Ю́рьев (23 мая 1918 года — 24 февраля 1993 года) — советский офицер, подполковник, Герой Советского Союза, участник Великой Отечественной войны.

## Биография
Михаил Макарович Юрьев родился 23 мая 1918 года в селе Мостище Тверской губернии (ныне Оленинский район Тверской области).
Окончив 10 классов, работал дежурным на железнодорожной станции «Оленино».
В ряды РККА призван в 1938 году, в 1941 году направлен в Томск, где в эвакуированном Днепропетровском артиллерийском училище окончил артиллерийские курсы младших лейтенантов.
В боях на фронтах (Западный, Брянский, Центральный, 1-й Украинский) Великой Отечественной войны — с апреля 1942 года. В ВКП(б) вступил в 1942 году.
В 1943 году особо отличился при форсировании Днепра. Переправив 24 сентября 1943 года дивизион на правый берег Днепра около села Навозы (сейчас — село Днепровское) Черниговского района Черниговской области Украинской ССР, капитан Михаил Макарович Юрьев умело управлял огнём своего артиллерийского дивизиона на том плацдарме, отражая контратаки пехоты и танков гитлеровцев.
Указом Президиума Верховного Совета СССР от 16 октября 1943 года за образцовое выполнение боевых заданий командования на фронте борьбы с немецко-фашистским захватчиками и проявленные при этом мужество и героизм капитану Михаилу Макаровичу Юрьеву присвоено звание Героя Советского Союза с вручением ордена Ленина и медали «Золотая Звезда».
После Великой Отечественной войны продолжил службу в Советской Армии. В 1950 году окончил Высшую офицерскую артиллерийскую школу в Ленинграде, после чего работал военным комиссаром Советского районного военного комиссариата Новосибирска. С 1971 года, выйдя в запас в звании подполковника, работал в системе Гражданской обороны.
В последние годы жизни проживал в городе Новосибирск, Новосибирской области, где умер 24 февраля 1993 году.

## Память
- В пгт Оленино (Оленинского района Тверской области) на аллее воинского мемориала на площади Победы установлены 13 памятных знаков землякам-Героям Советского Союза, в том числе и Михаилу Макаровичу Юрьеву.

## Награды
- Медаль «Золотая Звезда»
- орден Ленина;
- орден Отечественной войны 1-й степени;
- два ордена Красной Звезды;
- медали.